# Грандфадер (Северна Каролина)
Грандфадер (енгл. Grandfather) град је у америчкој савезној држави Северна Каролина.

## Демографија
По попису из 2010. године број становника је 25, што је 48 (-65,8%) становника мање него 2000. године.
| Група             | 2000.      | 2010.       |
| Белци             | 67 (91,8%) | 25 (100,0%) |
| Афроамериканци    | 0 (0,0%)   | 0 (0,0%)    |
| Азијати           | 0 (0,0%)   | 0 (0,0%)    |
| Хиспаноамериканци | 4 (5,5%)   | 0 (0,0%)    |
| Укупно            | 73         | 25          |